# Артюс Гуфье де Буази
Артюс Гуффье (фр. Artus Gouffier; 6 сентября 1474, Буази — 13 мая 1519, Монпелье) — сеньор де Буази и д’Уарон, главный распорядитель Французского двора, главный советник Франциска I с его восшествия на престол в 1515 году до своей смерти. С 1506 года он был его гувернёром, отвечающим за обучение.

## Краткая биография

### Детство
Артюс Гуффье — старший сын от второго брака (1472) Гийома Гуффье, сеньора де Буази, и Филиппины де Монморанси (ум. 1516). У них было ещё семеро детей: Луи, Адриан, Пьер, Гийом, Шарлотта, Анна и Эмар.
Не позднее 1490 года Артюс становится пажом при дворе Карла VIII. Благодаря этому он входит в дружеские отношения с молодым королём Франции; именно с этим титулом он сопровождает Карла при завоевании Неаполя, сражаясь с ним бок о бок в битве при Форново 6 июля 1495 года, и приобретает полное доверие короля, равно как и королевы, Анны Бретонской.

### Наставник Франциска Ангулемского
После смерти Карла VIII Артюс Гуффье остаётся в силе при его преемнике, Людовике XII, благодаря поддержке, которую его отец Гийом оказал последнему, тогда ещё герцогу Орлеанскому, во время Безумной войны. Людовик XII назначил его бальи Вермандуа в 1503 году и капитаном Шинона в 1514 году.
Но должность, определившую всю его дальнейшую карьеру, он получил в 1506 году: назначение наставником юного Франциска Ангулемского вместо Пьера де Рогана, маршала де Жье, попавшего в опалу. Анна Бретонская несомненно играла в этом назначении определяющую роль, поскольку принадлежала к числу противников маршала. Эта должность была перспективной, поскольку в случае отсутствия у Людовика XII сыновей Франциск Ангулемский оказывался первым в порядке наследования трона Франции. Так Артюс Гуффье занял своё место в окружении будущего Франциска I и его матери Луизы Савойской.
В качестве наставника Артюс Гуффье занимался кавалерийским и военным образованием юного принца: Жан де Сен-Желе, перечисляя достоинства Артюс Гуффье, особенно выделяет его подвиги во время неаполитанской кампании 1494-1495 годов.
Доверие Луизы Савойской и Франциска Ангулемского проявляется в последующие годы неоднократно. В 1508 году он выступает уполномоченным Луизы Савойской при совершении ею оммажа королю как сеньору Мата, Оне и Молеврье. В 1513 году Франциск Ангулемский назначает его управляющим своего графства Валуа. В 1514 году он стоит первым в списке должностных лиц дома Франциска Ангулемского.

### Главный распорядитель Двора
Артюс Гуффье назначен главным распорядителем Двора с 7 января 1515 года, спустя всего неделю после того, как Франциск I стал королём. Будучи одним из высших должностных лиц государства, главный распорядитель отвечал за всю деятельность двора: он ведал назначениями на придворные должности, контролировал расходы, хранил ключи от королевских резиденций и обеспечивал охрану короля.
Он становится также самым близким советником Франциска I. Его роль впервые ярко проявляется в последние месяцы 1515 года во время переговоров, предшествующих подписанию Болонского конкордата.
Во время окончательного подписания Конкордата 18 августа 1516 года Артюс Гуффье уже не было в Италии: в этом месяце он от имени короля вёл в Нуайоне другие переговоры с эмиссарами юного короля Испании Карла I, будущего императора Карла V. Несколько месяцев спустя, в начале 1517 года, Главный распорядитель возглавляет французскую делегацию на встрече в Камбре с представителями императора Максимилиана, с которым также был подписан договор.
Этот Конкордат и другие договоры имели целью обеспечить безопасность границ королевства перед лицом могущественных соседей. Для завершения этой задачи было организовано посольство в Англию к Генриху VIII около 1518 года. Посольство состоялось, но на этот раз Артюс Гуффье не смог принять в нём участие из-за жестоких приступов подагры, регулярно посещавших его.
Тем не менее, провести новую встречу с посланниками Карла Испанского весной 1519 года в Монпелье ему удалось. Целью переговоров было снять напряжённость в отношениях двух монархов, возникшую после смерти Максимилиана 12 января 1519 года, наследство которого вызвало притязания двух молодых королей Франции и Испании.
Переговоры в Монпелье, и так не очень успешные благодаря этому соперничеству, были внезапно прерваны 13 мая 1519 года смертью Главного распорядителя, произошедшей в результате очередного приступа болезни: его смерть послужила предлогом другим участникам посольства Франциска I положить конец дискуссиям. Главный распорядитель оставил после своей смерти образ миротворца, не успевшего при жизни достичь согласия между двумя самыми могущественными государями христианского мира.

## Семья
Артюс Гуффье женился в 1500 году на Элен де Анже, единственной дочери Жака де Анже, сеньора де Жанлис, которая передала ему в качестве приданого все свои владения.
В этом союзе родилось трое детей: Клод, Элен и Анна. Клод Гуффье унаследовал от отца все земли и стал впоследствии великим конюшим Франции.

## Земли и титулы
От своего отца Артюс Гуффье унаследовал группу земель, два полюса которой располагались в Пуату — в Уароне, и в Форе — вокруг Роана и Буази. В Пуату это были владения Уарон и Гленуз; в Форе — Буази, Роан, Сен-Аон-Ле-Шатель и Ла-Мот-Сен-Ромэн.
Благосклонность Франциска I принесла ему множество новых владений и титулов: графство Этамп (пожизненно), поместья в Вильдье-сюр-Эндр и Бур-Шаранте. Его состояние позволяет ему в то же время округлить периметр своих владений вокруг Уарона путём приобретения поместий в Сен-Лу и Пассаване.
Кроме того, сразу после победы при Мариньяно Франциск I дарит Артюс Гуффье ряд поместий в Миланском герцогстве, расположенных в графстве Караваджо. Эти поместья были потеряны его сыном Клодом после потери всего Миланского герцогства для французской короны в 1525 году, но титул графа Караваджо, переделанный по-французски в Карава, сохранился у их потомков.
Наконец, в том же 1515 году он приобрёл право распоряжаться обширными владениями, которые составляли наследство королевы Марии, вдовы Людовика XII, вернувшейся в Англию и не способной поэтому управлять своими владениями во Франции.
Подтверждение прав на эти владения состоялось 3 апреля 1519 года с преобразованием провансальских сеньорий Артю Гуффье в герцогство-пэрство «де Роане»: впервые этот титул получил человек не княжеского происхождения. К сожалению, на момент смерти Главного распорядителя, произошедшей несколько недель спустя, письма короля ещё не были зарегистрированы, и они так и не вступили в силу.

## Артюс Гуффье и замок Уарон
Несмотря на то что этот титул был приобретён, именно замок Уарон Артюс Гуффье обустроил так, чтобы он стал центром семейных владений. Кроме строительства галереи, он предпринял ещё сооружение собора рядом с замком, который был закончен уже после его смерти. В нём до сих пор содержится его надгробный памятник.

## Эпитафии
Артюс Гуффье оставил после своей смерти образ миротворца, не успевшего при жизни достичь согласия между Франциском I и Карлом Испанским. Действительно, через несколько месяцев после его кончины избрание последнего Императором под именем Карл V положило начало периоду вражды между двумя самыми могущественными государями христианского мира. Совпадение смерти Главного распорядителя и возобновления этой вражды сильно подействовало на современников, что видно по многим текстам того времени:
- Флёранж: «и от этой смерти произошёл громадный урон, поскольку она стоила впоследствии жизни двумстам тысячам человек; если бы он был жив, я уверен, что ничего бы этого не произошло»[3].
- Мартен дю Белле: «Вышеупомянутая смерть была причиной великих войн, как видно из дальнейшего; поскольку если бы они завершили переговоры, очевидно, что христианство находилось бы теперь в покое, но те, кто после вёл это дело, не желали покоя христианства так, как вышеупомянутые де Шьевр и главный распорядитель»[4].
- Никола Версори: «обыкновенно говорили, что если бы он был ещё жив, вместе с монсеньором де Шьевр, наместником и канцлером католического короля, не было бы таких войн, какие произошли с тех пор, поскольку он направлял государей к взаимной любви»[5].
- Брантом: «он умер, и невозможно было поправить это огромное несчастье, поскольку оно стоило жизни двумстам тысячам человек после его смерти»[6].

Наиболее пространным автором на эту тему является поэт из Пуату Жан Буше, который снабдил своё сочинение «Лабиринт фортуны» «вступлением, содержащим тему актёра, который оплакивает кончину усопшего мессира Отюра Гуффье», где можно прочесть вот что:
Он умер. Кто? Сир де Буази,

Который из всех прочих избран

Управлять для короля всем его королевством (sic).

И если ты видишь источник слёз — пей из него,

Чтобы оросить своё сердце, заплесневелое скорбью (sic),

И спой для него какой-нибудь гимн или псалом,

Ведь из тех, кто носил корону

Добродетелей, он больше других заслужил их.

Так помолим Бога, чтобы он наследовал небеса,

И чтобы здесь внизу слава о нём жила.

Он был верным и исполненным истины,

Любви, надежды, и пусть никто никогда не дерзнёт

Плохо отозваться о его жизни.

### Связанные статьи
- Адриан Гуффье де Буази[фр.] (1479-1523), его младший брат, кардинал, легат Сен-Сьежа и Великий раздатчик милостыни Франции
- Гийом Гуффье де Бониве (1482-1525), его младший брат, адмирал Франции
- Эмар[фр.] (ум. 1528), тоже его брат
- Франсуа Гуффье (ум. 1594), его племянник, сын Гийома, сеньор де Кревекёр, маршал Франции